# Percy French
(William) Percy French (født 1. maj 1854, død 24. januar 1920) var en af Irlands mest populære sangskrivere/tekstforfattere på sin tid og er senere også blevet kendt for sin akvareller.

## Sange
French bliver krediteret for følgende sang:
| - Abdul Abulbul Amir (1877) - Andy McElroe (1888) - Are Ye Right There Michael? (1897) - Come Back, Paddy Reilly, to Ballyjamesduff (1912) - The Darlin' Girl from Clare - Donegan's Daughter (1908) - Drumcolligher - Eileen Oge (The Pride of Petravore or McGrath the Cattle-Jobber) - The Emigrants's Letter (Cutting the Corn in Creeslough) (1910) - Father O'Callaghan (1910) - Fighting McGuire - Flanagan's Flying Machine (1911) - The Fortunes of Finnegan - The Girl on a Big Black Mare - The Hoodoo (1910) - I Fought a Fierce Hyena - Jim Wheelahan's Automobeel - The Kerry Courting (1909) - The Killyran Wrackers (1914) - Kitty Gallagher - Larry Mick McGarry (1915) - Little Brigid Flynn | - Maguire's Motor Bike (1906) - The Mary Ann McHugh - Mat Hannigan's Aunt (1892) - McBreen's Heifer - The Mountains of Mourne (1896) - Mick's Hotel - Mrs Brady (1907) - Mulligan's Masquerade - The Night that Miss Cooney Eloped - No More of Yer Golfin' for Me (1906) - The Oklahoma Rose (1910) - Phil the Fluther's Ball - Pretendy Land (1907) - Rafferty's Racin' Mare (1906) - A Sailor Courted a Farmer's Daughter (parodi på en folkesang) - Slattery's Mounted Foot (1889) - Sweet Marie - Tullinahaw (1910) - When Erin Wakes (1900) - Whistlin' Phil McHugh - Who Said the Hook Never Hurted the Worms? |